# Ligat ha'Al 2006-2007 (pallacanestro)
La Ligat ha'Al 2006-2007 è stata la 53ª edizione del massimo campionato israeliano di pallacanestro maschile. La vittoria finale è stata ad appannaggio del Maccabi Tel Aviv.

## Regular season
|  |     | Squadra               | G  | V  | P  | PF   | PS   | PF/PS | Pt | Qualificazione            |
|  | --- | --------------------- | -- | -- | -- | ---- | ---- | ----- | -- | ------------------------- |
|  | 1.  | Maccabi Tel Aviv      | 27 | 25 | 2  | 2678 | 2206 | +472  | 52 | playoffs                  |
|  | 2.  | Hapoel Gerusalemme    | 27 | 20 | 7  | 2548 | 2497 | +51   | 47 | playoffs                  |
|  | 3.  | Bnei HaSharon         | 27 | 17 | 10 | 2415 | 2288 | +127  | 44 | playoffs                  |
|  | 4.  | Hapoel Galil Elyon    | 27 | 15 | 12 | 2554 | 2513 | +41   | 42 | playoffs                  |
|  | 5.  | Ironi Nahariya        | 27 | 14 | 13 | 2364 | 2222 | +142  | 41 |                           |
|  | 6.  | Hapoel Gilboa/Afula   | 27 | 11 | 16 | 2254 | 2365 | -111  | 38 |                           |
|  | 7.  | Ironi Ramat Gan       | 27 | 9  | 18 | 2371 | 2487 | -116  | 36 |                           |
|  | 8.  | Maccabi Rishon LeZion | 27 | 9  | 18 | 2167 | 2321 | -154  | 36 |                           |
|  | 9.  | Ironi Ashkelon        | 27 | 8  | 19 | 2286 | 2479 | -193  | 35 |                           |
|  | 10. | Maccabi Giv'at Shmuel | 27 | 7  | 20 | 2251 | 2510 | -259  | 34 | retrocessa in Liga Leumit |

## Playoffs
|  | Semifinali       | Semifinali       | Semifinali     |                |                  | Finale           | Finale           | Finale          |  |
|  |                  |                  |                |                |                  |                  |                  |                 |  |
|  | Maccabi Tel Aviv | Maccabi Tel Aviv | 93             |                |                  |                  |                  |                 |  |
|  | Maccabi Tel Aviv | Maccabi Tel Aviv | 93             |                |                  |                  |                  |                 |  |
|  | Hap. Galil Elyon | Hap. Galil Elyon | 87             |                |                  |                  |                  |                 |  |
|  | Hap. Galil Elyon | Hap. Galil Elyon | 87             |                | Maccabi Tel Aviv | Maccabi Tel Aviv | 80               |                 |  |
|  |                  |                  |                |                | Maccabi Tel Aviv | Maccabi Tel Aviv | 80               |                 |  |
|  |                  |                  | H. Gerusalemme | H. Gerusalemme | 78               |                  |                  |                 |  |
|  | H. Gerusalemme   | H. Gerusalemme   | H. Gerusalemme | H. Gerusalemme | 78               | 96               |                  |                 |  |
|  | H. Gerusalemme   | H. Gerusalemme   |                |                |                  | 96               |                  |                 |  |
|  | Bnei HaSharon    | Bnei HaSharon    | 83             |                |                  | Finale 3º posto  | Finale 3º posto  | Finale 3º posto |  |
|  | Bnei HaSharon    | Bnei HaSharon    | 83             |                |                  |                  |                  |                 |  |
|  |                  |                  |                |                |                  |                  |                  |                 |  |
|  |                  |                  |                |                |                  | Bnei HaSharon    | Bnei HaSharon    | 80              |  |
|  |                  |                  |                |                |                  | Bnei HaSharon    | Bnei HaSharon    | 80              |  |
|  |                  |                  |                |                |                  | Hap. Galil Elyon | Hap. Galil Elyon | 90              |  |